# Théorème des coefficients universels
Le théorème des coefficients universels est un résultat d'algèbre homologique portant sur les groupes d'homologie et de cohomologie d'un complexe de chaînes,,,. Ce théorème comporte deux volets : d'une part il relie entre elles homologie et cohomologie, et d'autre part il explique le lien entre la (co)homologie à coefficients dans {\displaystyle \mathbb {Z} } et la (co)homologie à coefficients dans un groupe {\displaystyle G}. Une utilisation courante de ce théorème est de calculer les groupes de cohomologie à coefficient dans un groupe {\displaystyle G} via le calcul de la cohomologie dans {\displaystyle \mathbb {Z} }, qui sont faciles à calculer (par exemple au moyen d'une décomposition cellulaire). Le théorème des coefficients universels, démontré pour la première fois en 1942 par Samuel Eilenberg et Saunders MacLane,, est le plus généralement exprimé en termes des foncteurs Tor et Ext, sous la forme de suites exactes courtes.
Avant d'énoncer le théorème dans toute sa généralité, on peut en comprendre l'origine dans un cas simple. La dualité entre chaînes et cochaînes induit un couplage {\displaystyle \langle -,-\rangle :H^{i}(C^{\bullet })\otimes H_{i}(C_{\bullet })\to \mathbb {Z} } pour tout complexe de chaînes {\displaystyle C}. Il en découle un morphisme de groupes abéliens {\displaystyle H^{i}(C^{\bullet })\to \operatorname {Hom} \left(H_{i}(C),\mathbb {Z} \right)} obtenu par curryfication, qui envoie un {\displaystyle i}-cocycle {\displaystyle f} vers {\displaystyle \phi _{f}:x\mapsto f(x)}. Le théorème des coefficients universels généralise cette construction au cas où le groupe considéré est différent de {\displaystyle \mathbb {Z} }, ce qui oblige à tenir compte des groupes d'extension (en d'autres termes, le couplage n'est pas parfait).

## Énoncé du théorème

### Cas de la cohomologie
La suite suivante, formée par les groupes d'homologie et de cohomologie d'un complexe de chaînes de {\displaystyle \mathbb {Z} }-modules libres à coefficients dans un groupe abélien {\displaystyle G} est exacte :{\displaystyle 0\to \operatorname {Ext} \left(H_{i-1}(C),G\right)\to H^{i}\left(C;G\right)\to \operatorname {Hom} \left(H_{i}(C),G\right)\to 0}La suite est scindée, mais pas de manière naturelle.
Le théorème et sa preuve peuvent aisément être étendus pour donner le théorème de Künneth,.

### Cas de l'homologie
Dans le cas de l'homologie on a la suite exacte « symétrique » qui fait intervenir le foncteur Tor au lieu de Ext. On considère encore un complexe de chaînes de {\displaystyle \mathbb {Z} }-modules libres à coefficients dans un groupe abélien {\displaystyle G}, et on a :{\displaystyle 0\to H_{i}(C)\otimes G\to H_{i}\left(C;G\right)\to \operatorname {Tor} \left(H_{i-1}(C),G\right)\to 0}Comme dans le cas de l'homologie, cette suite est scindée de manière non naturelle.

### Non-naturalité du scindement
La non-naturalité du scindement a des conséquences importantes, et constitue l'un des obstacles à l'utilisation pratique du théorème des coefficients universels. On peut l'illustrer sur un exemple simple : une construction possible du plan projectif réel {\displaystyle \mathbb {P} ^{2}(\mathbb {R} )} est de calculer le quotient du disque unité par l'application « antipode » {\displaystyle \phi :(x,y)\mapsto (-x,-y)} restreinte à son bord. Il y a donc notamment une application canonique {\displaystyle \psi :\mathbb {P} ^{2}(\mathbb {R} )\to \mathbb {S} ^{2}} du plan projectif dans la 2-sphère.
- Homologie à coefficients dans {\displaystyle \mathbb {Z} }: on sait que {\displaystyle H_{1}(\mathbb {P} ^{2}(\mathbb {R} ))=\mathbb {Z} /2\mathbb {Z} }, tous les autres groupes d'homologie étant nuls.
- L'application {\displaystyle \psi } induit une application entre groupes d'homologie {\displaystyle \psi _{*}:H_{*}(\mathbb {P} ^{2}(\mathbb {R} ))\to H_{*}(\mathbb {S} ^{2})}, par le point précédent, cette application est nulle en degrés 1 et 2.
- On utilise alors le théorème des coefficients universels : on a la décomposition {\displaystyle H_{i}(X;\mathbb {Z} /2\mathbb {Z} )\simeq H_{i}(X)\otimes \mathbb {Z} /2\mathbb {Z} \oplus \operatorname {Tor} (H_{i-1}(X),\mathbb {Z} /2\mathbb {Z} )}
- On obtient alors notamment {\displaystyle H_{2}(\mathbb {P} ^{2}(\mathbb {R} );\mathbb {Z} /2\mathbb {Z} )\simeq 0\oplus \mathbb {Z} /2\mathbb {Z} } et {\displaystyle H_{2}(\mathbb {S} ^{2};\mathbb {Z} /2\mathbb {Z} )\simeq \mathbb {Z} /2\mathbb {Z} \oplus 0}

C'est alors que la non-naturalité apparaît : si la décomposition utilisée était naturelle, alors l'application induite {\displaystyle \psi _{*,2}}sur les groupes d'homologie à coefficient dans {\displaystyle \mathbb {Z} /2\mathbb {Z} } serait nulle, puisqu'on a noté plus haut que les groupes {\displaystyle H_{2}} à coefficients dans {\displaystyle \mathbb {Z} } sont nuls. Or le calcul direct au moyen d'une décomposition cellulaire montre que {\displaystyle \psi _{*,2}:H_{2}(\mathbb {P} ^{2}(\mathbb {R} );\mathbb {Z} /2\mathbb {Z} )\to H_{2}(\mathbb {S} ^{2};\mathbb {Z} /2\mathbb {Z} )} est un isomorphisme.

## Preuve du théorème
La preuve utilise la technique classique de la chasse aux diagrammes, on la donne dans le cas de la cohomologie. La preuve du cas de l'homologie est tout à fait similaire.
Soit {\displaystyle (C_{\bullet },\delta )} un complexe de co-chaînes de {\displaystyle \mathbb {Z} }-modules libres, on note ses co-cycles {\displaystyle Z_{\bullet }} et ses co-bords {\displaystyle B_{\bullet }}. Puisque {\displaystyle Z_{\bullet }} et {\displaystyle B_{\bullet }} sont, en chaque degré, sous-modules d'un groupe abélien libre, ce sont des modules libres. Ainsi la suite exacte suivante est scindée :{\displaystyle 0\to Z_{p}\to C_{p}\to B_{p-1}\to 0}On choisit donc une rétraction {\displaystyle f:C_{\bullet }\to Z_{\bullet }}, puis on applique le foncteur {\displaystyle \operatorname {Hom} (-,G)} aux deux suites exactes{\displaystyle {\begin{aligned}&0\to Z_{p}{\xrightarrow {i}}C_{p}{\xrightarrow {\partial }}B_{p-1}\to 0\\&0\to B_{p}{\xrightarrow {j}}Z_{p}{\xrightarrow {q}}H_{p}(C)\to 0\end{aligned}}}Les propriétés du foncteur Ext permettent d'écrire {\displaystyle \operatorname {Ext} (H_{p},G)\simeq \operatorname {Hom} (B_{p-1},G)/j^{*}(\operatorname {Hom} (Z_{p-1},G))} et on obtient le diagramme commutatif suivant :{\displaystyle {\begin{matrix}&&&&0&&0\\&&&&\uparrow &&\uparrow \\0&\to &\operatorname {Hom} (H_{p},G)&{\xrightarrow {q^{*}}}&\operatorname {Hom} (Z_{p},G)&{\xrightarrow {j^{*}}}&\operatorname {Hom} (B_{p},G)\\&&&&f^{*}\downarrow \uparrow i^{*}&&\downarrow \partial ^{*}\\&&\operatorname {Hom} (C_{p-1},G)&{\xrightarrow {\delta }}&\operatorname {Hom} (C_{p},G)&{\xrightarrow {\delta }}&\operatorname {Hom} (C_{p+1},G)\\&&\downarrow i^{*}&&\uparrow \partial ^{*}\\&&\operatorname {Hom} (Z_{p-1},G)&{\xrightarrow {j^{*}}}&\operatorname {Hom} (B_{p-1},G)&\to &\operatorname {Ext} (H_{p},G)&\to &0\\&&\downarrow &&\downarrow \\&&0&&0\end{matrix}}}Dans ce diagramme, par construction, chaque ligne et chaque colonne est exacte. Par chasse aux diagrammes, on voit alors que {\displaystyle H_{p}(C;G)\to \operatorname {Hom} (H_{p}(C),G)} (induite par {\displaystyle i^{*}}) admet une section, et donc est surjective. On montre de même (utilisant l'injectivité de {\displaystyle \partial ^{*}}) que {\displaystyle \ker \left(H_{p}(C;G)\to \operatorname {Hom} (H_{p}(C),G)\right)\simeq \partial ^{*}(\operatorname {Hom} (B_{p-1},G))/\operatorname {Im} (\delta )\simeq \operatorname {Hom} (B_{p-1},G)/j^{*}(i^{*}(\operatorname {Hom} (C_{p-1},G)))}. L'injectivité de {\displaystyle i^{*}} permet d'identifier ce dernier groupe à {\displaystyle \operatorname {Hom} (B_{p-1},G)/j^{*}(\operatorname {Hom} (Z_{p-1},G))} c'est-à-dire exactement {\displaystyle \operatorname {Ext} (H_{p},G)}

## Exemples d'applications
- On a, pour tout {\displaystyle \mathbb {Z} }-module {\displaystyle M}, que {\displaystyle \operatorname {Tor} (M,\mathbb {Q} )=0}. Le théorème des coefficients universels montre alors que {\displaystyle H_{i}(X;\mathbb {Z} )\otimes \mathbb {Q} \simeq H_{i}(X;\mathbb {Q} )}. En particulier, le plan projectif réel a sur {\displaystyle \mathbb {Q} } la même homologie qu'un point.
- Si {\displaystyle H_{i-1}(X;G)} est un groupe abélien libre, alors {\displaystyle H_{i}(X;G)\simeq H_{i}(X)\otimes G}.
- Puisque pour tout groupe abélien de type fini {\displaystyle H} on a {\displaystyle \operatorname {Ext} \left(H,\mathbb {Z} \right)\simeq H_{\text{tors}}}, on a par exemple que lorsque le groupe {\displaystyle G} des coefficients est un corps, il n’ y a pas de torsion, et alors en tant qu'espaces vectoriels {\displaystyle H_{i}\simeq H^{i}}.
- Si {\displaystyle X} est un CW-complexe avec un nombre fini de cellules en chaque dimension, alors {\displaystyle H_{i}(X)} est de type fini et peut se décomposer sous la forme {\displaystyle H_{i}(X)\simeq \mathbb {Z} ^{b_{i}}\oplus T_{i}} où {\displaystyle T_{i}} est un groupe de torsion, et où le rang {\displaystyle b_{i}} est appelé le {\displaystyle i}-ème nombre de Betti. En appliquant le théorème des coefficients universels, le foncteur Ext ne conservant que la torsion, on montre que {\displaystyle H^{i}(X)\simeq \mathbb {Z} ^{b_{i}}\oplus T_{i-1}}.
- Dans le cas d'une variété orientée compacte sans bord de dimension {\displaystyle n}, la dualité de Poincaré donne {\displaystyle H_{i}(X)\approx H^{n-i}(X)}. En combinant ce résultat avec la remarque précédente, on obtient {\displaystyle b_{i}=b_{n-i}}.